# Polaris (novell)
Polaris, engelsk originaltitel också Polaris, är en tidig novell av den amerikanske författaren H.P. Lovecraft som han skrev 1918. Den publicerades första gången i december 1920 i tidskriften The Philosopher. Berättelsen introducerar Lovecrafts Pnakotiska skrifter, som blev den första fiktiva skriften inom Cthulhu-mytologin.
Berättaren beskriver sin besatthet om nätterna med polstjärnan och sina återkommande drömmar om en stad under belägring. Berättaren kämpar för att förstå om det är hans vakna tid eller drömmarna som är den verkliga verkligheten. Kritikerna noterade självbiografiska inslag i novellen och kopplade samman den med Lovecrafts känsla att inte ha dugt till under Världskriget.